# رازدورنویه
رازدورنویه (انگلیسی: Razdornoye) یک شهرک در بخش کراسنوگفاردیسکی استان بلگورود کشور روسیه است.